# Erioptera perlugubris
Erioptera perlugubris är en tvåvingeart som beskrevs av Alexander 1940. Erioptera perlugubris ingår i släktet Erioptera och familjen småharkrankar. Inga underarter finns listade i Catalogue of Life.